# Gustaf Lindberg (teolog)
Nils Gustaf Lindberg, född 2 september 1883 i Gagnefs socken, död där 5 juli 1938, var en svensk präst och teolog. Lindberg utnämndes 1923 till docent i praktisk teologi vid Uppsala universitet, uppehöll professuren i samma ämne 1927–1928 och uppfördes 1928 på tredje förslagsrummet till professuren i praktisk teologi med kyrkorätt vid Lunds universitet. Bland hans skrifter märks Die schwedischen Missalien des Mittelalters (1923), Johannes Rudbeckius som predikant (1927), Kyrkan och prästernas utbildning (1930), Nattvarden (1936) och Kyrkans heliga år (1937).
Lindberg var son till folkskolläraren Per Lindberg. Efter mogenhetsexamen i Falun 1905 studerade han vid Uppsala universitet och blev teologie kandidat 1910, teologie licentiat 1921 och teologie doktor 1924.
Lindberg prästvigdes 1910, var 1911–1915 domkyrkoadjunkt i Uppsala och 1932–1934 stiftsadjunkt i Västerås stift. Lindberg hade 1910 också avlagt folkskollärarexamen och verkade under kortare perioder som lärare vid Norra Hälsinglands folkhögskola och vid Uppsala enskilda läroverk.
Från 1924 var han assistent vid praktisk-teologiska övningsinstitutionen i Uppsala och ledare av de kateketiska övningarna. Han företog upprepade studieresor till Storbritannien, Tyskland och Frankrike och togs i anspråk för flera utredningar. Han var sekreterare i evangelieboks- och koralbokskommittéerna 1920 och åt sakkunniga för revision av kyrkohandboken 1925. Med reseanslag från Ecklesiastikdepartementet studerade han prästutbildningen i Tyskland och Frankrike 1928.
Vid sidan om liturgiken och kateketiken var kyrkomusiken ett av Lindbergs intresseområden. 1911 avlade han organist- och kyrkosångarexamen i Västerås. 1911–1912 var han tillförordnad lärare i kyrkosång vid Uppsala universitet, och 1920 innehade han Gunnar Wennerbergs resestipendium och bedrev kyrkomusikaliska studier i Berlin och Leipzig.